# Deutscher Arbeiter-Esperanto-Bund
Der Deutsche Arbeiter-Esperanto-Bund (DAEB, Germana Laborista Esperanto Asocio - GLEA) wurde auf dem 1. Bundestag vom 15. bis 17. April 1911 in Leipzig als Germana Laborista-Esperantista-Ascoio (GLEA, Deutscher Arbeiter-Esperantisten-Bund) gegründet. Ab 1922 nannte er sich Arbeiter-Esperanto-Bund für das deutsche Sprachgebiet (AEB, Laborista Esperanto-Asocio por la germanlingvaj regionoj – LEA). Er entstand als eine der Arbeiterkulturorganisationen im Umfeld der SPD.
Ende der 1920er Jahre orientierte sich der Bund zunehmend kommunistisch, so dass viele SPD-Mitglieder 1929/1930 den Bund verließen und einen separaten, den Sozialistischen Esperanto-Bund gründeten.
Der DAEB wurde 1933 in Deutschland verboten. Ein Teil der Mitglieder war weiter illegal tätig.

## Geschichte

### Vorgeschichte bis 1911
In Deutschland hatten sich Anfang des 20. Jahrhunderts bereits viele Esperanto-Gruppen gebildet, denen es darum ging, die internationale Sprache Esperanto zu lernen, zu lehren, in verschiedenen Bereichen anzuwenden und sie zu verbreiten. Humanistisch-pazifistische Kreise spielten hier eine große Rolle. Sie betonten den Beitrag der Esperanto-Bewegung zu Frieden und Verständigung. 1906 war eine landesweite Organisation entstanden, die Germana Esperantista Societo (Deutsche Esperantisten-Gesellschaft, ab 1909 Germana Esperanto-Asocio, Deutscher Esperanto-Bund).
Erste Arbeiter-Esperanto-Gruppen entstanden in Deutschland ab 1905 in Frankfurt am Main, Hamburg, Dresden, Leipzig, Breslau, Chemnitz, München und Nürnberg. Der 4. Esperanto-Weltkongress in Dresden 1908 gab besondere Impulse.
Sehr erfolgreich warb der Kaufmann Leopold Schlaf aus Dresden in Arbeiterkreisen. Er kündigte seine Vorträge zum Esperanto in der sozialdemokratischen Presse an, verkaufte nach dem Vortrag Esperanto-Lehrbücher und initiierte Kurse und Arbeiter-Esperanto-Gruppen.
1910 gründete er ohne Mandat den fiktiven Deutschen Arbeiter-Esperantisten-Bund (Germana Laborista Esperantista-Asocio) mit Sitz in Dresden und sich selbst als Vorsitzendem. Von August 1910 bis April 1911 gab er die Zeitschrift „Der Arbeiter-Esperantist“ heraus (8 Ausgaben).
Als die Vertreter der Arbeiter-Esperanto-Gruppen sich 1911 zum 1. Bundestag trafen, wurde sein Verhalten verurteilt und er ausgeschlossen.
Adolf Sproeck (1890–1978), ab 1922 Redakteur der Bundeszeitschrift, bemerkte im Rückblick dazu:
„Schlaf handelte überall auf ähnliche Art. Er inserierte in der Parteipresse und berief eine öffentliche Versammlung ein. Er war ein guter Redner, und es gelang ihm leicht, die Arbeiter für Esperanto zu begeistern und einen, eventuell auch mehrere Kurse zu eröffnen. (...) Es sei nun dahingestellt, ob Schlafs Tätigkeit zu verdammen ist oder nicht, jedenfalls hat er in einer größeren Zahl von Städten die Esperantobewegung unter der Arbeiterschaft in Fluss gebracht.“

### Der DAEB 1911 bis 1918
Tatsächlich wurde dann der Deutsche Arbeiter-Esperantisten-Bund (Germana Laborista Esperantista Asocio) von 29 Vertretern der 47 Gruppen gegründet, die vom 15. bis 17. April 1911 im Leipziger Volkshaus versammelt waren. Dieser 1. Bundestag fand statt auf Betreiben der Hamburger Gruppe und organisiert von der Leipziger Gruppe unter Leitung von Reinhold Voigt (1885–1969), die im Vorfeld klarstellte, dass nicht nur von Leopold Schlaf autorisierte Gruppen teilnehmen dürfen.
Ein Statut wurde angenommen und Ferdinand Zuckarolli aus Hamburg zum Vorsitzenden des DAEB gewählt. Ab Juni 1911 erschien die Verbandszeitschrift Antaŭen (Vorwärts).
Ende 1911 gehörten zum Bund 30 Gruppen mit 713 Mitgliedern, Ende 1912 bereits 63 Gruppen mit 1070 Mitgliedern.
Für die Arbeiter bedeutete das Erlernen des Esperanto einerseits Zugang zu Fremdsprachen, zu Bildung und Kultur, Kontakte mit Esperantisten anderer Länder und Kulturen und zum anderen die Verwirklichung des Ideals der internationalen Arbeiterverbrüderung.

Der Begründer des Esperanto Ludwig Zamenhof schrieb in einem Brief an Leopold Schlaf, der ihm seine Zeitschrift „Der Arbeiter-Esperantist“ zugesandt hatte 1910:
„…vielleicht hat für niemanden in der Welt unsere demokratische Sprache eine solche Bedeutung wie für die Arbeiter, und ich hoffe, dass früher oder später die Arbeiterschaft die stärkste Stütze unserer Sache sein wird. Die Arbeiter werden nicht nur den Nutzen des Esperanto erfahren, sondern auch mehr als andere das Wesen des Esperantismus fühlen.“
Mit Esperantismus ist der Zusammenhang des Esperanto mit Verständigung und Frieden gemeint.
Diskutiert wurde über die Beziehungen zu den bürgerlichen Esperantisten. In Berlin beispielsweise wurde 1912 ein Esperanto-Verband Groß Berlin gebildet, dem auch die Arbeiter-Esperanto-Gruppen angehörten. Adolf Sproeck, der Vorsitzende der LEUB (Laborista Esperanto-Unuiĝo Grand-Berlino) begründete das in der Bundeszeitschrift damit, dass man die Kursleiter benötige.
Bedingungen für den Zusammenschluss waren 1. Die Propaganda der einzelnen Gruppen des Verbandes ist wirklich selbstständig. 2. Für die Verbandszusammenkünfte müssen Orte gewählt werden, die für Arbeiter zugänglich sind. 3. Unterlassung jeglicher monarchistischen Manifestationen (wie Kaisertelegramme, offizielle Teilnahme an patriotischen Festen und anderes).
Der Bund nahm Kontakt auf zum internationalen Bund Liberiga Stelo.
Der 1. Weltkrieg, in dem viele Mitglieder ihr Leben verloren, bedeutete einen herben Rückschlag für den Bund. Dennoch gab er ein Zirkular anstatt Antaŭen heraus.
In Berlin erschien die handgeschriebene Esperanto-Zeitschrift La rondiranto (Der Rundgänger), die von Hand zu Hand weitergegeben wurde und in der einige Arbeiteresperantisten ihre Gedanken zum Krieg, zu den Verhältnissen in Berlin und zur Gestaltung des Lebens nach dem Krieg festhielten. Redakteur war Adolf Sproeck.

### Der DAEB 1918 bis 1929
Bald nach dem Krieg formierte sich der Bund neu. Die Bundeszeitschrift erschien schon 1919 wieder, beim 3. Bundestag 1920 kamen 25 Delegierte von 18 Gruppen zusammen. 1922 zählte der Bund 85 Gruppen mit etwa 2000 Mitgliedern. 1926 hatte er 4000 Mitglieder.
Seine Struktur wurde nun geprägt durch die Distriktorganisationen, von denen es 1925 15 gab und 1928 20.
1922 wurde der Name geändert in Arbeiter-Esperanto-Bund für die deutschsprachigen Gebiete (bzw. für das deutsche Sprachgebiet). Dadurch erweiterte er sein Wirkungsgebiet. 1922 kam der Distrikt Böhmen hinzu. Die sozialdemokratisch orientierte Österreichische Arbeiter-Esperantisten-Liga (ALLE) allerdings behielt ihre Selbstständigkeit.
Diese Umbenennung hatte wohl auch etwas zu tun mit der Hinwendung zu der 1921 gegründeten internationalen Arbeiter-Esperanto-Organisation Sennacieca Asocio Tutmonda (SAT), die nur Einzelmitglieder akzeptierte und eine Untergliederung nach Landes- oder Parteizugehörigkeit ablehnte.
Ulrich Lins beschreibt den durch Eugèn Adam (Lanti, 1879–1947) geprägten Geist in dieser Organisation so:
„Originell allerdings war seine Absicht, Esperanto in den Dienst des Klassenkampfes unabhängig von parteipolitischen Präferenzen zu stellen: Lanti wollte seine Organisation von Anfang an für Sozialisten, Kommunisten und Anarchisten gleichermaßen offenhalten und sie keinen Erschütterungen durch die Leidenschaften und das taktische Hin und Her der verschiedenen Arbeiterparteien aussetzen.“
Auch der DAEB betrachtete sich dem Kampf der Arbeiter für ihre Rechte verpflichtet, dabei aber ebenso wie SAT offen für alle Richtungen.
Inzwischen gab er neben der Bundeszeitschrift auch Bücher und Broschüren heraus, vor allem Lehr- und Wörterbücher, aber auch Liederbücher und Informationsschriften.
In Leipzig hatte sich, angeregt durch SAT, 1922 der Proletarische Esperanto-Pressedienst (PEP) gegründet, der ab 1924 eine Einrichtung des Bundes wurde.
Die deutschsprachige Arbeiterpresse wurde durch den PEP mit Berichten, Meldungen und Notizen versorgt, die aus der Zeitschrift der SAT Sennaciulo und eigenen Korrespondenzen entnommen und ins Deutsche übersetzt wurden. Ab 1924 gab es eine Zusammenarbeit mit ähnlichen Pressediensten in anderen Ländern.
Der PEP wurde bis 1925 durch Erich Lämmerhirt, danach von Otto Bäßler (1897–1981) geleitet.

Die Konflikte zwischen Sozialdemokraten und Kommunisten in der Weimarer Republik erreichten auch den DAEB. Noch 1926 beschwor der Redakteur der Bundeszeitschrift Adolf Sproeck den Zusammenhalt:
„In der Arbeiter-Esperantobewegung finden sich Angehörige der verschiedensten Parteirichtungen zusammen. Das ist selbstverständlich, denn sie ist eben eine Kulturbewegung, der Beitritt zu ihr ist unabhängig von einem Parteistandpunkt. Die Gemischtheit, wenn ich so sagen darf, der Mitgliedschaft legt selbstverständlich der Gruppe bzw. der Organisation überhaupt, gewisse Verpflichtungen auf. Ich meine, sie muss versuchen, immer möglichst neutral zu sein. Es darf niemals auch nur der Anschein erweckt werden, dass eine bestimmte Parteirichtung oder –gruppe vernachlässigt wird. Es kann zum Beispiel vorkommen, dass die Leitung einer Gruppe nur aus Sozialdemokraten besteht, weil eben zufällig die besten Genossen an dem betreffenden Ort sich unter ihnen befinden. Das darf nie dazu führen, dass nun in diesem Ort die Propaganda auf diese eine Parteirichtung beschränkt bleibt.“
Doch der Bund orientierte sich zunehmend kommunistisch, so dass 1928 bereits einige Gruppen mit sozialdemokratischer Richtung, den Bund verließen.

### Der DAEB 1929 bis 1933
Den entscheidenden Bruch brachte dann der 8. Bundestag des DAEB in Essen. Hier schloss sich der DAEB der KPD-nahen Organisation Interessengemeinschaft für Arbeiterkultur an. Der Vorschlag sozialdemokratischer Esperantisten, in jeder Ortsgruppe eine zweite sozialdemokratische Gruppe zu bilden, wurde abgelehnt
Viele SPD-Mitglieder verließen nun den DAEB und gründeten auf Initiative von Adolf Sproeck (1890–1978), Konrad Deubler (1885–1966) und Ludwig Puff (1888– ) den Sozialistischen Esperanto-Bund (SEA), der dann 1933 ca. 1500 Mitglieder zählte.
Ludwig Schödl (1909–1997), der 1930 zum DAEB kam, bemerkte nichts mehr von irgendwelchen Beziehungen zu sozialdemokratischen Esperantisten. Er war während seiner Arbeitslosigkeit im Berliner Büro des DAEB für den Proletarischen Esperanto-Pressedienst (PEK) tätig.
Im Rahmen des PEK sandten Arbeiter-Esperantisten aus anderen Ländern Briefe mit Berichten in die Dircksenstraße. Schödl übersetzte sie und tippte die Übersetzungen gemeinsam mit seiner späteren Frau Alice Wiebach (1906–2000) ab. Danach wurden sie an die Arbeiterpresse in Deutschland gegeben. Außerdem wurden PEK-Hefte mit Berichten in Esperanto über Deutschland veröffentlicht und in andere Länder versandt.
Schödl erläuterte dazu: „Heute hat jede Zeitung, wenn sie etwas auf sich hält, Auslandskorrespondenten, ob es in Japan, China, Amerika oder Brasilien ist. Das gab es damals besonders für die Arbeiterpresse nicht.“
Auch in der SAT kam es Ende der 1920er Jahre zu Auseinandersetzungen um den Kurs und schließlich zum Bruch. Kommunistische an der Sowjetunion orientierte Kräfte bildeten eine Opposition in der SAT, die in der Berliner DAEB-Geschäftsstelle ab 1930 ihr Büro hatte und hier die Zeitschrift Internaciisto als Gegenstück zur SAT-Zeitschrift Sennaciulo herausgab. Im August 1932 organisierte sie in Berlin den Gründungskongress der Internationale der Proletarischen Esperantisten (IPE), in dem es nun anders als in der SAT Landesverbände gab, von denen der DAEB neben dem sowjetischen Verband (SEU) unter Führung Ernest Dresens (1892–1937) der mit 4000 Mitgliedern mitgliederstärkste war.
Im Februar 1933 wurde der DAEB verboten, im April 1933 besetzte die Polizei das Büro in Berlin und beschlagnahmte das gesamte Inventar.
Viele Arbeiter-Esperantisten wurden verfolgt und verhaftet.

### Arbeiteresperantisten in der Illegalität
Einige Arbeiter-Esperantisten wurden nun illegal tätig.
In Berlin wurden geheime Treffen von Esperanto-Freunden zu Pfingsten in Tiefensee und regelmäßig bis zum Sommer 1933 in Jungfernheide/Saatwinkel organisiert. Bei Hans Schwendi lernten die Teilnehmer, Esperanto zu unterrichten. Mit dessen methodischem Material unterrichtete zum Beispiel Ludwig Schödl. Gemeinsam mit Adolf Schwarz (1906–1996) produzierte Schödl mit Hilfe eines aus der DAEB-Geschäftsstelle geretteten Vervielfältigungsapparates Tarnschriften – äußerlich Reklame für Nivea und innen PEK-Berichte in Esperanto über das Leben in Deutschland.
Adolf Schwarz erzählte von geheimen Kontakten zu den Gruppen in Stuttgart (Nonnemacher), Frankfurt (Kissler), Essen (Schwenk), Münster, Hamburg, Rostock und Berlin.

### Ehemalige DAEB-Mitglieder nach 1945

#### Deutscher Esperanto-Bund
Als 1947 der Deutsche Esperanto-Bund wieder gegründet wurde, schlossen sich ihm die Arbeiter-Esperantisten an. Einige ehemalige Arbeiter-Esperantisten wurden im DEB sehr aktiv, z. B. Konrad Deubler, der die Esperanto-Gruppe in München leitete und Adolf Sproeck, der der Vorsitzende der Esperanto-Liga Berlin wurde.
Als allerdings der DEB sich 1955 dem Esperanto-Weltbund (UEA) anschloss, traten diejenigen Arbeiter-Esperantisten, die international nur Mitglieder bei SAT sein wollten, aus dem DEB aus. Man gründete den Freien Esperanto-Bund für die deutschen Sprachgebiete, der mit der SAT zusammenarbeitet.

#### GDREA
In der Sowjetischen Besatzungszone und dann in der DDR war es von 1949 bis 1961 den Esperantisten verboten, sich zu organisieren und etwas zu publizieren. Das betraf auch die Arbeiter-Esperantisten, von denen einige wie z. B. Ludwig Schödl sich für die Aufhebung des Verbots engagierten und dann in dem 1965 gegründeten Esperanto-Verband im Kulturbund der DDR (GDREA) aktiv wurden.

## Geschäftsstellen des DAEB
Hamburg 5, Beim Strohhaus 31e (1911–)
Hannover, Asternstraße 36
Leipzig C1, Wasastraße 16 (1924–1930)
Berlin, Dircksenstr. 42 (1930–1933)

## Die Vorsitzenden
Der Bundesvorstand wurde alle zwei Jahre auf dem Bundestag gewählt.
Die Vorsitzenden waren:
1911–1913 Ferdinand Zuckarolli
1913–1922 Fritz Hegewald
1922–1924 Wilhelm Keller
1924–1930 Hugo Hempel
1930–1933 Willy Vildebrand

## Bundestage
1. Bundestag in Leipzig 15–17. April 1911
2. Bundestag in Frankfurt am Main, 22.–24. März 1913
3. Bundestag in Hannover, 23. – 24. Mai 1920
4. Bundestag in Düsseldorf, 14. – 17. April 1922
5. Bundestag in Chemnitz, 18. – 21. April 1924
6. Bundestag in Stuttgart, 2. – 5. April 1926
Außerordentlicher Bundestag in Leipzig, 14. – 17. April 1927
8. Bundestag in Essen: 18. – 21. April 1930
9. Bundestag in Eisenach: 24. – 28. März 1932

## Struktur
Der DAEB bestand aus Einzelmitgliedern und Ortsgruppen, die zu Distrikten (Bezirke) zusammengefasst wurden.
1925 gab es folgende Distrikte des AEB
1. Bayern rechts des Rheins (Vors. Konrad Deubler, München)
2. Berlin-Brandenburg (Hans Manske, Berlin)
3. Böhmen (Emil Schreiber, Neudek)
4. Erzgebirge-Vogtland (Georg Münch, Chemnitz)
5. Dresdner Industriegebiet (Paul Köckeritz, Dresden-Löbtau)
6. Hessen-Südhannover (Fritz Deiters, Cassel)
7. Hessen-Nassau (Ludwig Puff, Frankfurt/Main)
8. Leipzig (Otto Naue, Leipzig/Westsachsen)
9. Mecklenburg-Schwerin (Rudi Graetz, Rostock)
10. Ostpreußen (Walter Torner, Königsberg)
11. Rheinland (Johann Köhnen, Düsseldorf)
12. Ruhrgebiet-Westfalen (August Wieschendorf, Essen)
13. Schlesien (Emil Brauner, Waldenburg-Altwasser)
14. Thüringen (Emil Galle, Weißenfels)
15. Württemberg (August Scheel, Stuttgart-Untertürkheim)[18]

1928 bestand der DAEB aus ca. 20 Distrikten mit 163 Gruppen und 3116 Mitgliedern.

## Veröffentlichungen

### Zeitschriften
- Der Arbeiter-Esperantist 1910 –1911, 8 Ausgaben, Redakteur: Leopold Schlaf. Diese Zeitschrift gab Leopold Schlaf als Organ des fiktiven Deutschen Arbeiter Esperantisten-Bundes heraus.
- Antaŭen (Vorwärts) 1914, Redakteur Ferdinand Zuckarolli.
- Zirkular anstatt Antaŭen (vervielfältigt) 1914 –1918, Redakteure C. Stein und Fritz Hegewald.
- Antaŭen 1/1919 (Mai) bis 7/1919 (Dezember), Redakteur Paul Rauschenbach.
- Deutscher Arbeiter-Esperantist 1–12/1920, Paul Rauschenbach.
- Der Arbeiter-Esperantist 1/1921 –12/1927, Redakteure: Paul Rauschenbach (1/1921–6/1922), Adolf Sproeck (7/1922 –4/1927) und Konrad Deubler (5/1927 –12/1927).
- Arbeiter-Esperantist 1/1928–2/1933, Redakteure: Konrad Deubler (1/1928 –4/1930), Otto Bäßler (5/1930 –12/1930) und Willy Vildebrand (1/1931–2/1933).[20]
- Weltkontakt. Sondernummer des Arbeiter-Esperantist, Arbeiter-Esperanto-Bund, Berlin 1932–1933.
- Georg Richter (Begründer des Werks), Ludwig Schödl (Hrsg.), József, Batta (Hrsg.): Esperanto pioniro. Kinderzeitung des Arbeiter-Esperanto-Bundes. Arbeiter-Esperanto-Bund, Berlin 1931–1932.
- Otto Bäßler (Hrsg.): Internationale Verbindung. Propagandaausgabe des Arbeiter-Esperantisten. Arbeiter-Esperanto-Bund, Leipzig, Berlin 1930.
- Proleta studanto. instrua organo por ĉiu proleta esperantisto. LEA, Berlin 1932-33

Einzelne Distrikte und Gruppen des DAEB haben eigene Informationsblätter herausgegeben: Akvobordano (Wasserkante/Hamburg), Nia Sciigilo (Rostock), Ruĝa aktivisto (Leipzig), Instiganto (Ostsachsen), Esperantaj Sciigoj (Dresden), Sendito (Erzgebirge-Vogtland), Nova Vento (Berlin), Informilo (Bayern), Informilo (Niederrhein), Ruhr-Proleto (Ruhrgebiet), Sciigilo (Rhein-Main-Gebiet), La ponto (Saar-Pfalz-Elsaß-Lothringen), Sciigilo (Baden-Württemberg), Nia laboro (Duisburg).
Vom Januar bis Oktober 1924 wurde den Abonnenten der verbotenen Sächsischen Arbeiter-Zeitung in Leipzig der Völkerspiegel mit Berichten aus aller Welt über die Lebensbedingungen und Klassenkämpfe der Arbeiter, aus dem Esperanto ins Deutsche übersetzt, zugestellt.

### Lehr- und Lernmittel
- F.C. Richter: Lehrbuch und vollständige Grammatik der Welthilfssprache Esperanto mit Illustrationen für den Anschauungs-Unterricht. Arbeiter-Esperanto-Bund für das deutsche Sprachgebiet, Leipzig-Neustadt 1924.
- Esperanto nach grammatikalischer Lehrmethode, 1. Auflage, Arbeiter-Esperanto-Bund für die deutschen Sprachgebiete, Berlin 1932.
- H. Nonnemann, H. Muravkin (Bearb.): LEA-Wörterbuch Esperanto-Deutsch. Enthält insbesondere Ausdrücke aus Sozialpolitik, Wirtschaft, Technik und Arbeiterbewegung ca. 6000 Stichwörter. Arbeiter-Esperanto-Bund für die deutschen Sprachgebiete, Berlin 1933.
- Konrad Deubler: Esperanto-Unterricht nach grammatikalischer Lehrmethode. Arbeiter-Esperanto-Bund, Leipzig 1927.
- Ludwig Puff: Esperanto-Unterricht nach neuzeitlicher Methode. Arbeiter-Esperanto-Bund, Leipzig 1927. 2. Auflage 1929, 3. Auflage, Arbeiter-Esperanto-Bund, Berlin ca. 1930.
- Kiel uzi la lernolibron "Esperanto-Unterricht nach neuzeitlicher Lehrmethode"? Arbeiter-Esperanto-Bund für das deutsche Sprachgebiet, Berlin ca. 1930.

### Informationsschriften
- Willy Vildebrand (Hrsg.): Was wir in Sowjetrußland erlebten. Arbeiter-Esperanto-Bund für die deutschen Sprachgebiete, Berlin 1932.
- Willy Vildebrand (Hrsg.): Was will der Arbeiter-Esperanto-Bund? Arbeiter-Esperanto-Bund, Berlin.
- Wissenswertes für die Arbeiterschaft über die Esperanto-Bewegung. Arbeiter-Esperanto-Bund für das deutsche Sprachgebiet, Leipzig 1926, 2. Auflage 1930,
- Die Wahrheit über Ido. Arbeiter-Esperanto-Bund für das deutsche Sprachgebiet, Leipzig ca. 1925.

### Liederbuch
- LEA-Kantaro. Kolekto de proletaj, batalaj, liberpensulaj kaj popolaj kantoj. Auswahl der Lieder und Vorwort: Adolf Sproeck, Laborista Esperanto-Asocio, 1. Und 2. Auflage Leipzig 1926[22], 3. überarbeitete Auflage Berlin 1931, mit kleinen Abbildungen als Vignetten.

## Sammlungen
- Fritz-Hüser-Institut für Literatur und Kultur der Arbeitswelt in Dortmund.[23]
- Sammlung Blanke im Bundesarchiv, BArch NY 4604[24][25]